# Elecciones municipales del Cuzco de 1989
Las elecciones municipales del Cusco de 1989 se llevaron a cabo el 12 de noviembre de 1989 para elegir al alcalde y al Concejo Provincial del Cusco para el periodo 1990-1992. La elección se celebró simultáneamente con elecciones municipales (provinciales y distritales) en todo el Perú.
No existen datos oficiales publicados por el Jurado Nacional de Elecciones. Daniel Estrada Pérez (Izquierda Unida) fue electo como alcalde provincial del Cusco.

## Sistema electoral
La Municipalidad Provincial del Cusco es el órgano administrativo y de gobierno de la provincia del Cusco. Está compuesta por el alcalde y el Concejo Provincial.
La votación del alcalde y el concejo se realiza en base al sufragio universal, que comprende a todos los ciudadanos nacionales mayores de dieciocho años, empadronados y residentes en la provincia del Cusco y en pleno goce de sus derechos políticos, así como a los ciudadanos no nacionales residentes y empadronados en la provincia del Cusco.
El Concejo Provincial del Cusco está compuesto por 19 regidores elegidos por sufragio directo para un período de tres (3) años, en forma conjunta con la elección del alcalde (quien lo preside). La votación es por lista cerrada y bloqueada. Se asigna a la lista ganadora los escaños según el método d'Hondt o la mitad más uno, lo que más le favorezca.

## Composición del Concejo Provincial del Cusco
La siguiente tabla muestra la composición del Concejo Provincial del Cusco antes de las elecciones.
| Partidos | Partidos                | Regidores |
| -------- | ----------------------- | --------- |
|          | Partido Aprista Peruano | 11        |
|          | Izquierda Unida         | 8         |

## Partidos y candidatos
A continuación se muestra una lista de los principales partidos y alianzas electorales que participaron en las elecciones:
| Candidatura | Candidatura | Partidos y alianzas | Candidatos | Candidatos           | Ideología                                               | Resultado previo | Resultado previo | Ref. |
| Candidatura | Candidatura | Partidos y alianzas | Candidatos | Candidatos           | Ideología                                               | Votos (%)        | Reg.             | Ref. |
| ----------- | ----------- | --- | ---------- | -------------------- | ------------------------------------------------------- | ---------------- | ---------------- | ---- |
|             | IU          | Lista - Izquierda Unida (IU) – Unión de Izquierda Revolucionaria (UNIR) – Partido Unificado Mariateguista (PUM) – Partido Comunista Peruano (PCP) – Frente Obrero Campesino Estudiantil y Popular (FOCEP) |            | Daniel Estrada Pérez | Marxismo-leninismo Mariateguismo Socialismo democrático | 46.77%           | 8                |      |

## Resultados

### Concejo Provincial del Cusco
| Cargo                        | Autoridad electa     | Partido político | Partido político |
| ---------------------------- | -------------------- | ---------------- | ---------------- |
| Alcalde Provincial del Cusco | Daniel Estrada Pérez |                  | Izquierda Unida  |

## Elecciones municipales distritales

### Resultados por distrito
La siguiente tabla enumera el control de los distritos de la provincia del Cusco. El cambio de mando de una organización política se resalta del color de ese partido.
| Distrito      | Alcalde(sa) titular         | Partido político | Partido político        | Alcalde(sa) electo(a)      | Partido político           | Partido político           |
| ------------- | --------------------------- | ---------------- | ----------------------- | -------------------------- | -------------------------- | -------------------------- |
| Ccorca        | Pablo Zavala Pandal         |                  | Partido Aprista Peruano | Sin información disponible | Sin información disponible | Sin información disponible |
| Poroy         | Maximiliano Gamarra Condori |                  | Partido Aprista Peruano | Sin información disponible | Sin información disponible | Sin información disponible |
| San Jerónimo  | Juan Atayupanqui Chamorro   |                  | Izquierda Unida         | Juan Atayupanqui Chamorro  |                            | Izquierda Unida            |
| San Sebastián | Gregorio Inca Roca Concha   |                  | Partido Aprista Peruano | Sin información disponible | Sin información disponible | Sin información disponible |
| Santiago      | Tomás Velasco Cábala        |                  | Izquierda Unida         | Sin información disponible | Sin información disponible | Sin información disponible |
| Saylla        | Víctor Kcana Fernández      |                  | Izquierda Unida         | Sin información disponible | Sin información disponible | Sin información disponible |
| Wánchaq       | Álvaro López Cazorla        |                  | Partido Aprista Peruano | Sin información disponible | Sin información disponible | Sin información disponible |